# Clans, Alpes-Maritimes
Clans är en kommun i departementet Alpes-Maritimes i regionen Provence-Alpes-Côte d'Azur i sydöstra Frankrike. Kommunen ligger  i kantonen Saint-Sauveur-sur-Tinée som ligger i arrondissementet Nice. År 2022 hade Clans 688 invånare.

## Befolkningsutveckling
Antalet invånare i kommunen Clans
Referens: INSEE

## Galleri

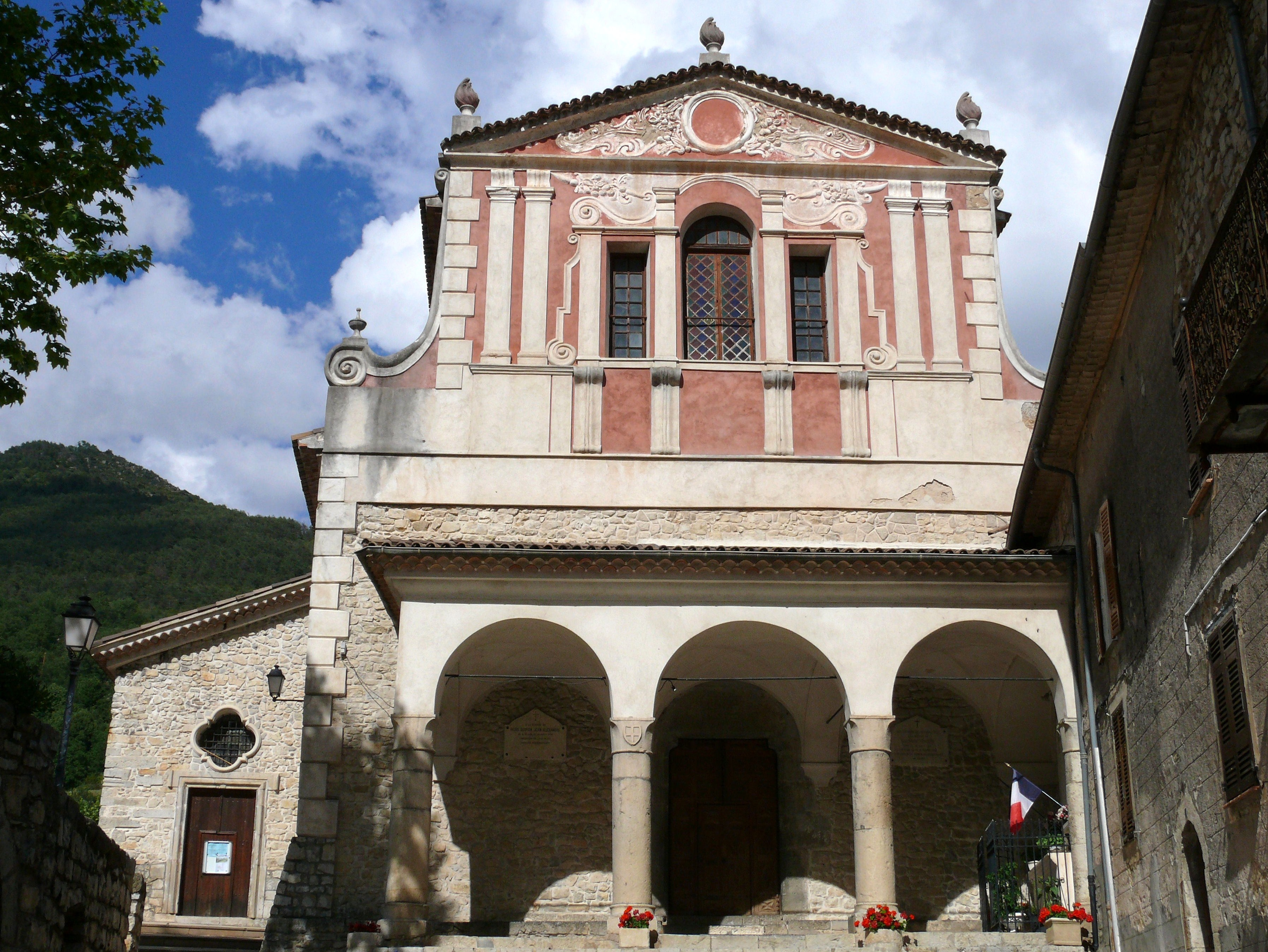
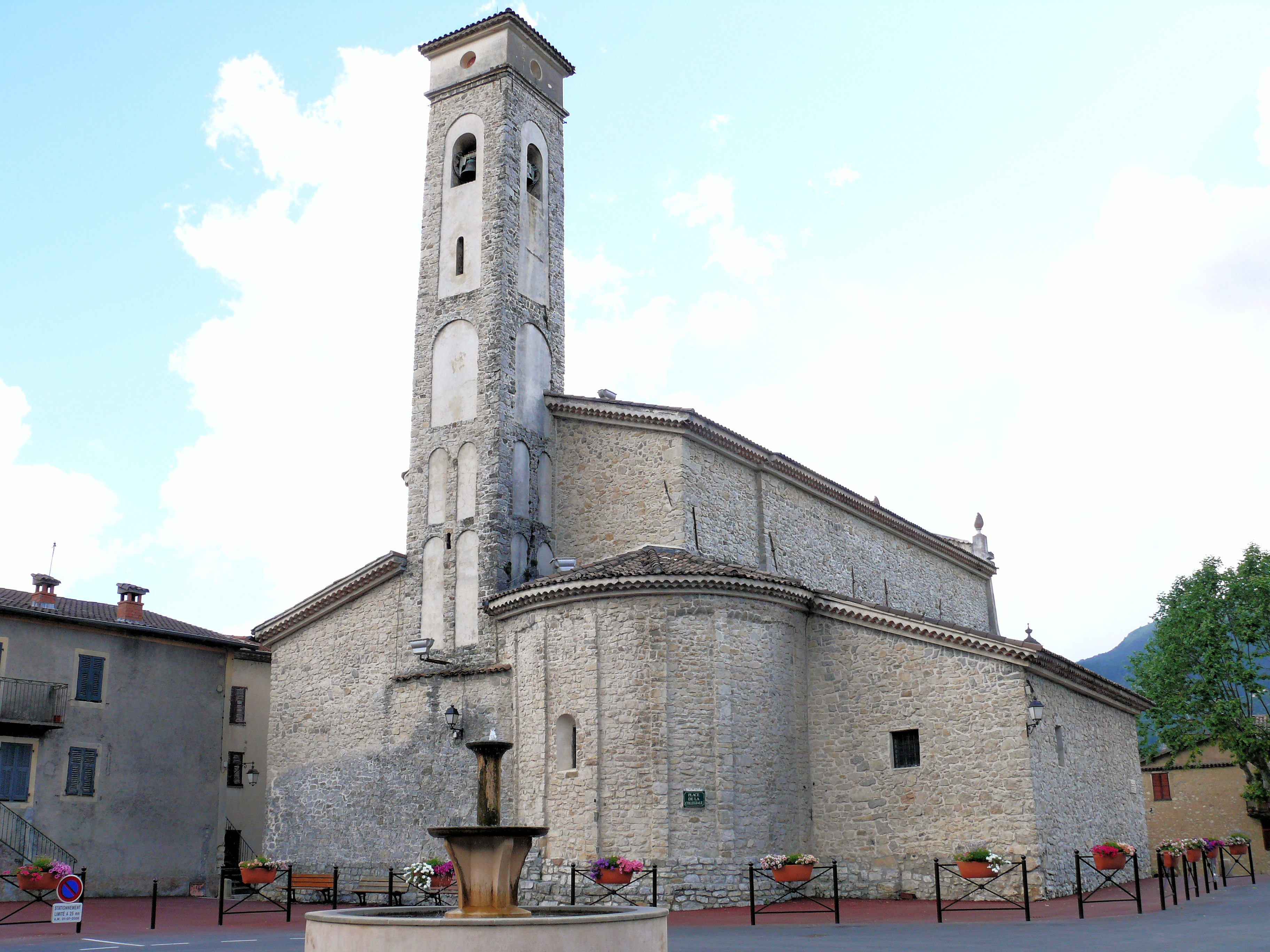
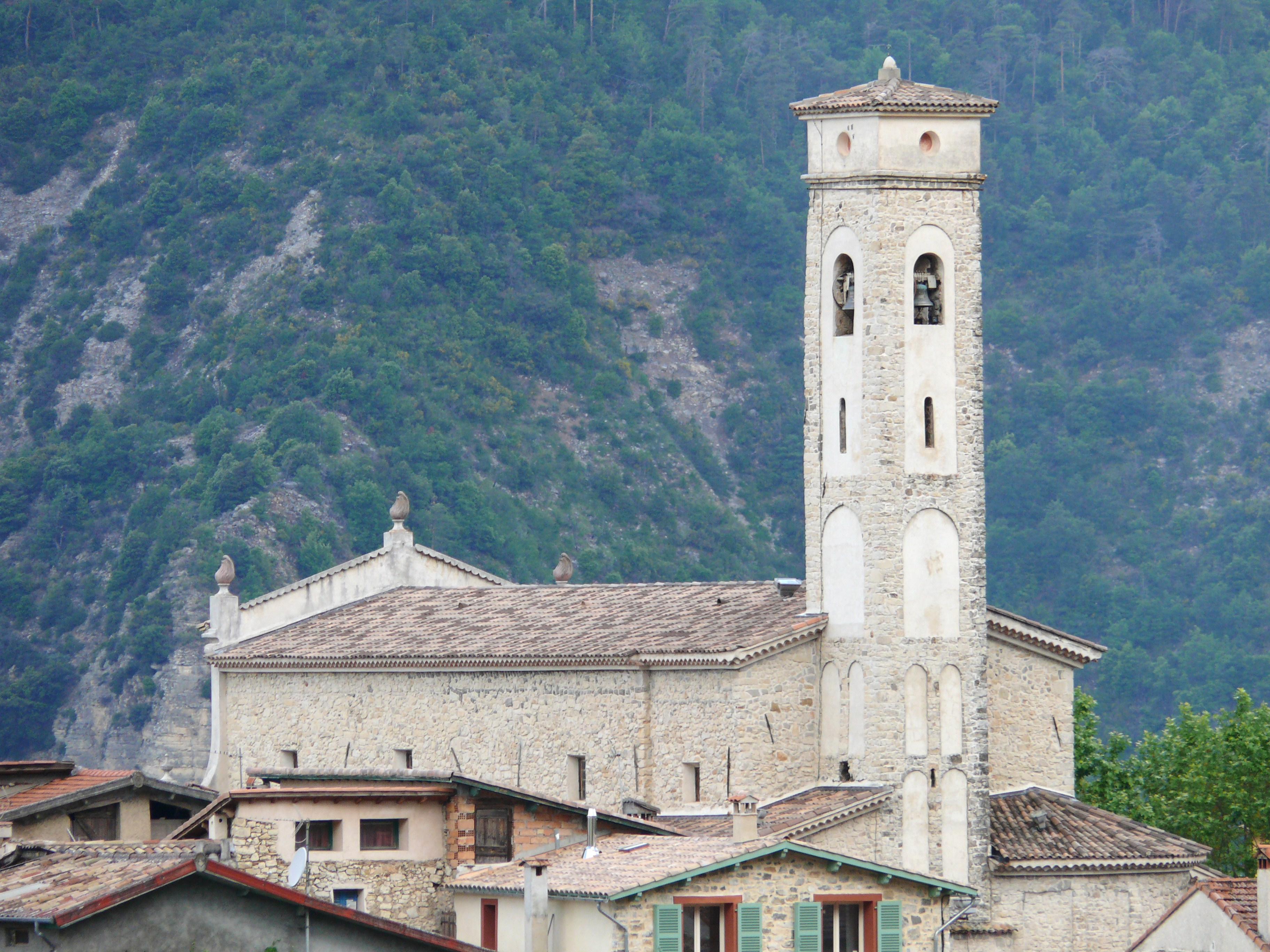
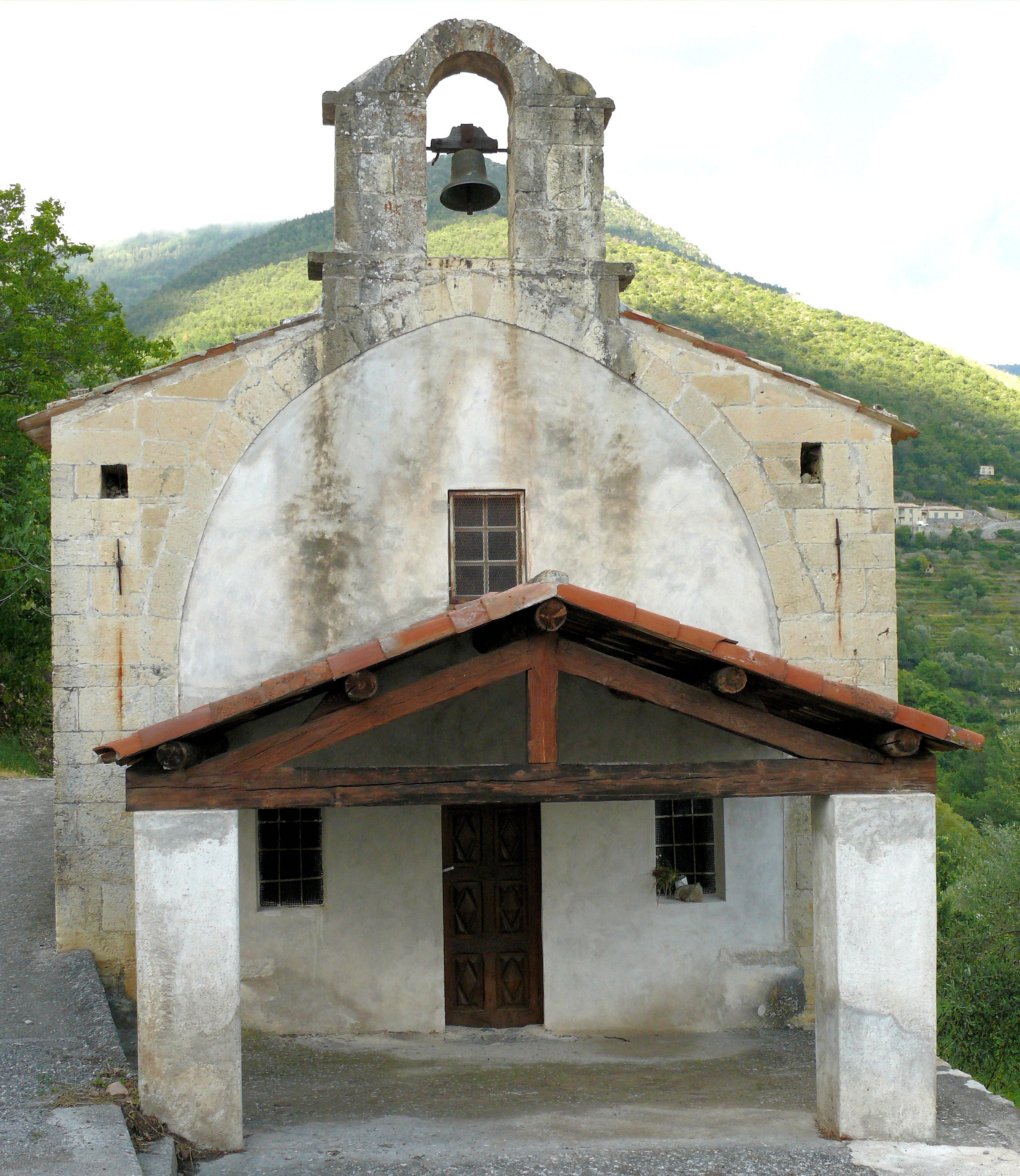
Chapelle Saint-Antoine-Ermite
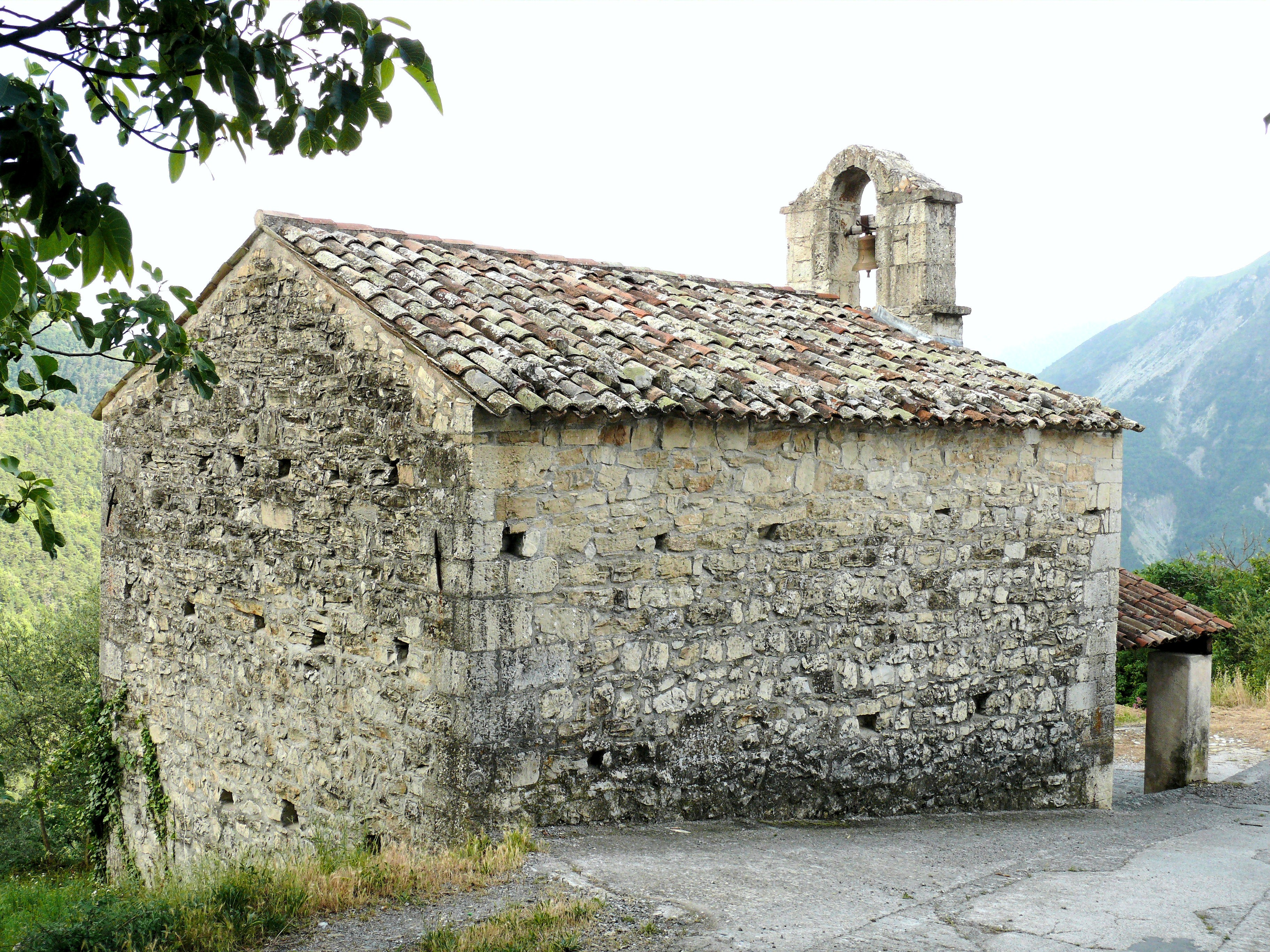
Chapelle Saint-Antoine-Ermite
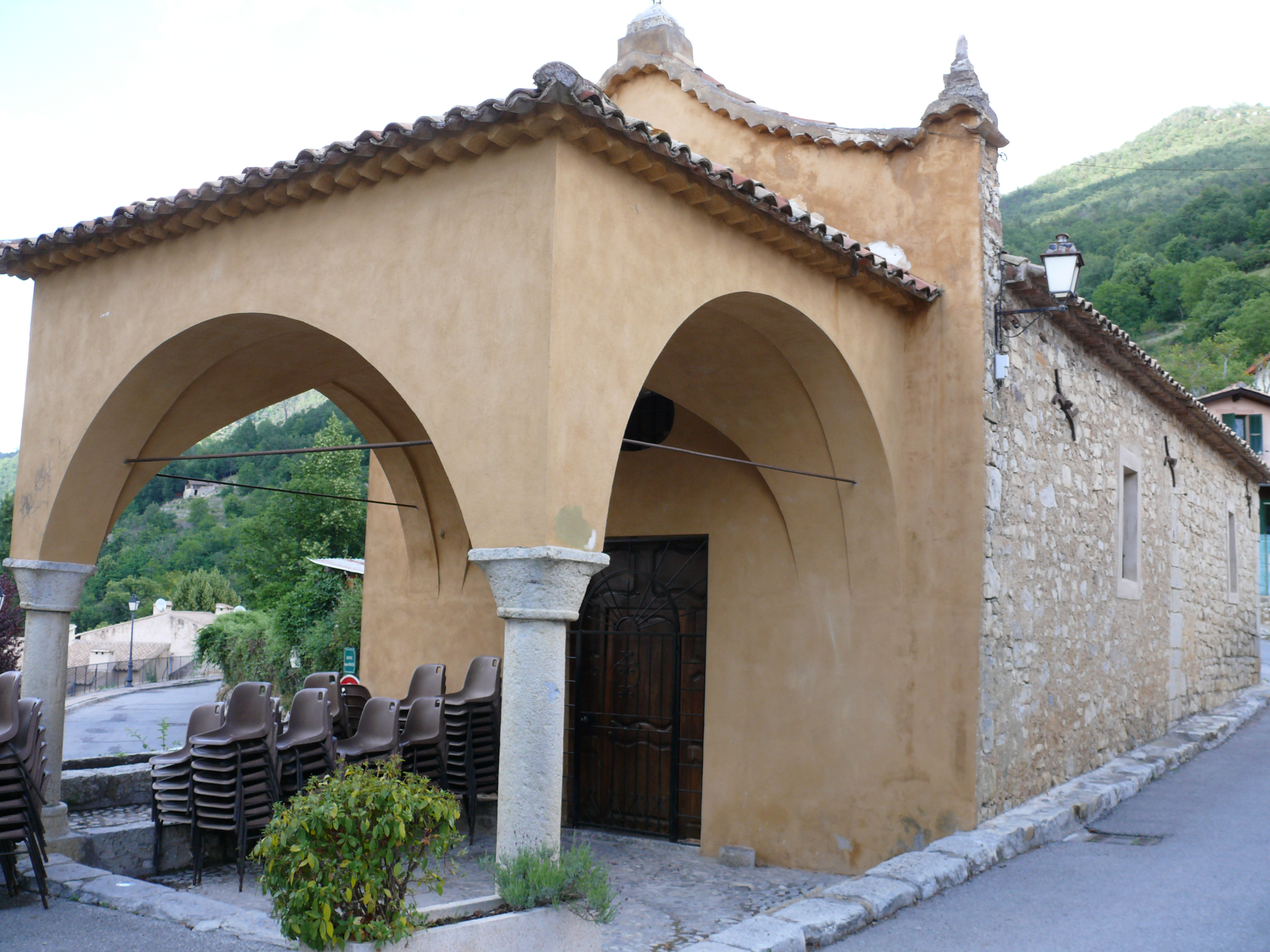
Chapelle des Pénitents Noirs
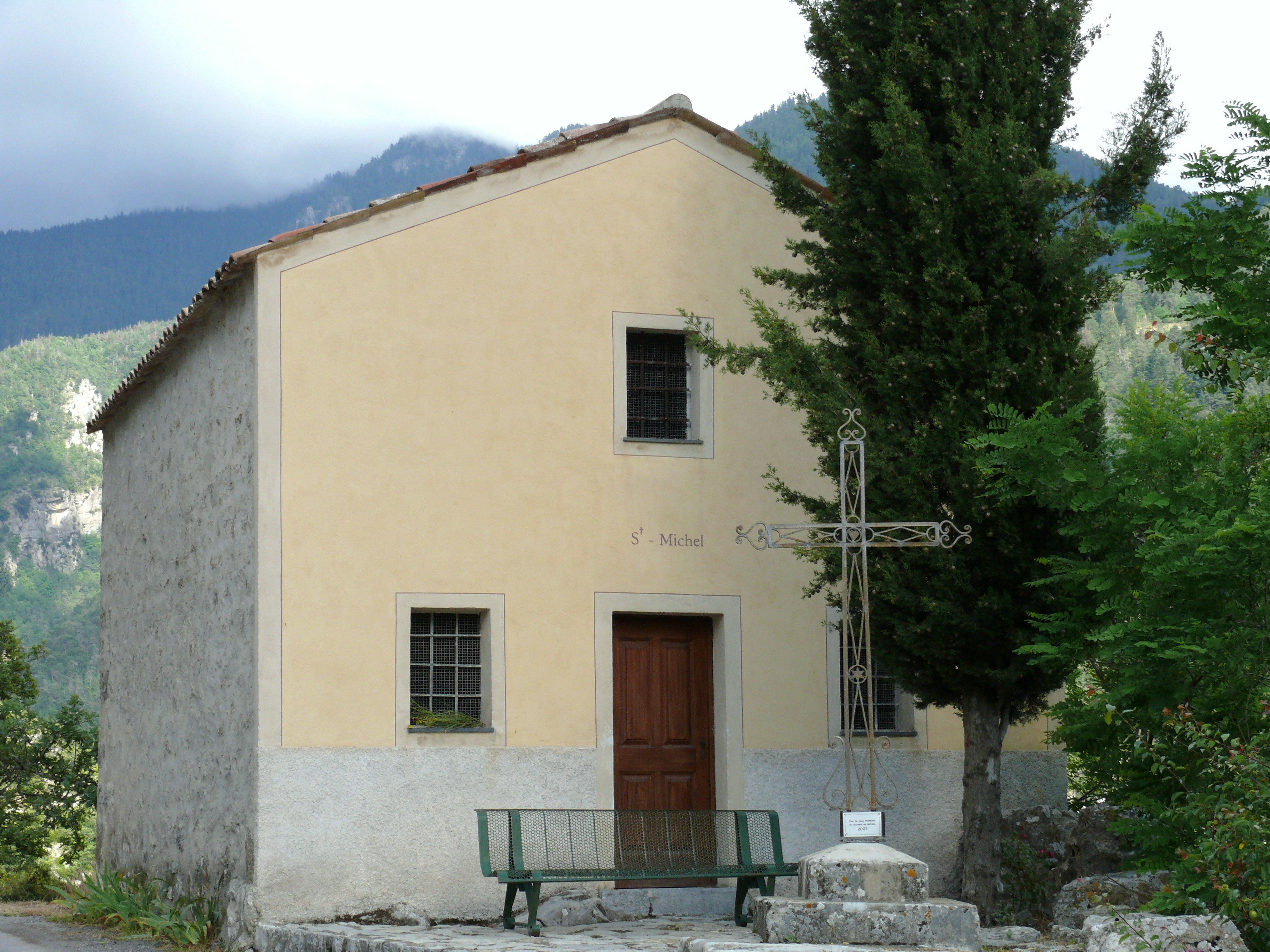
Chapelle Saint-Michel
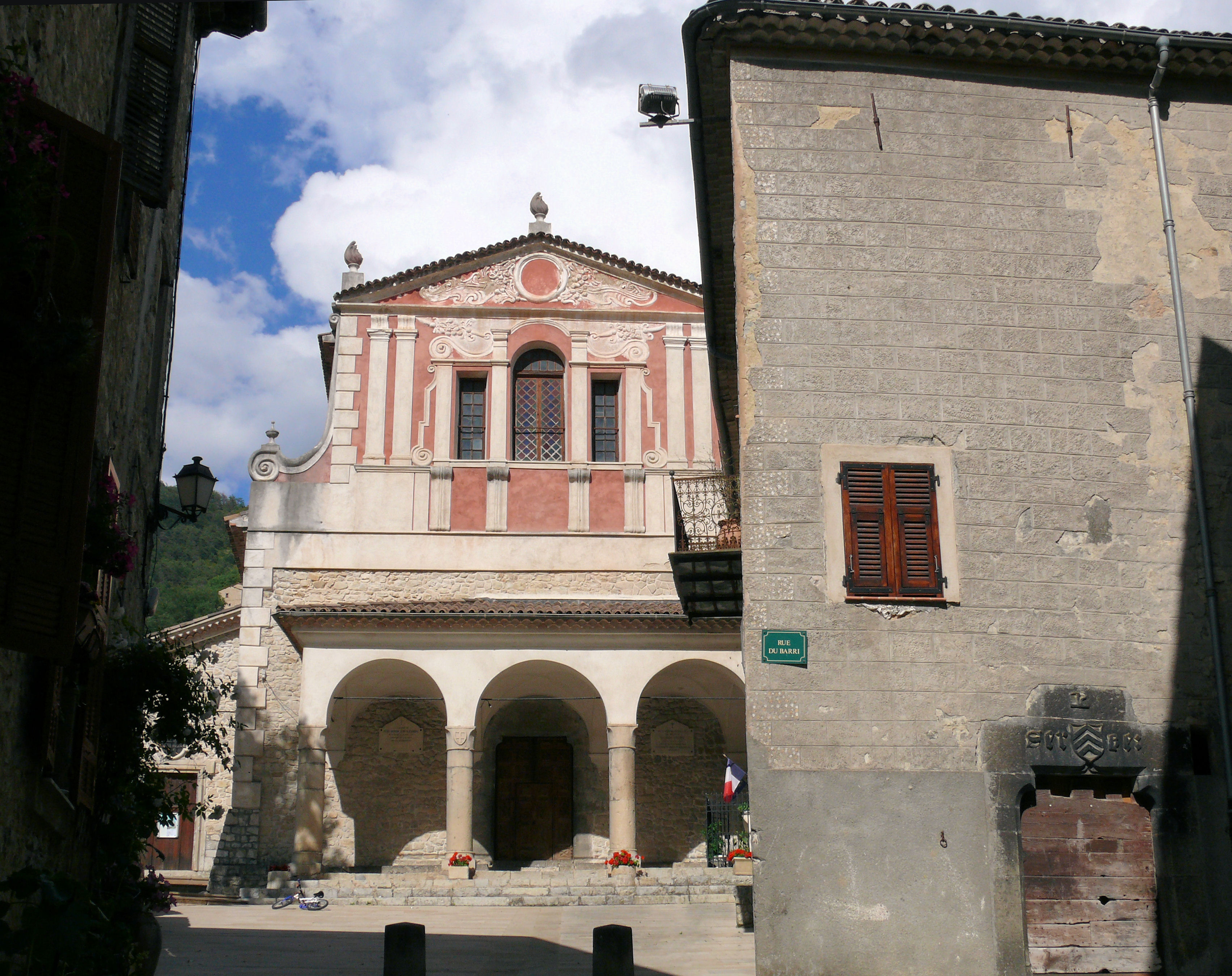
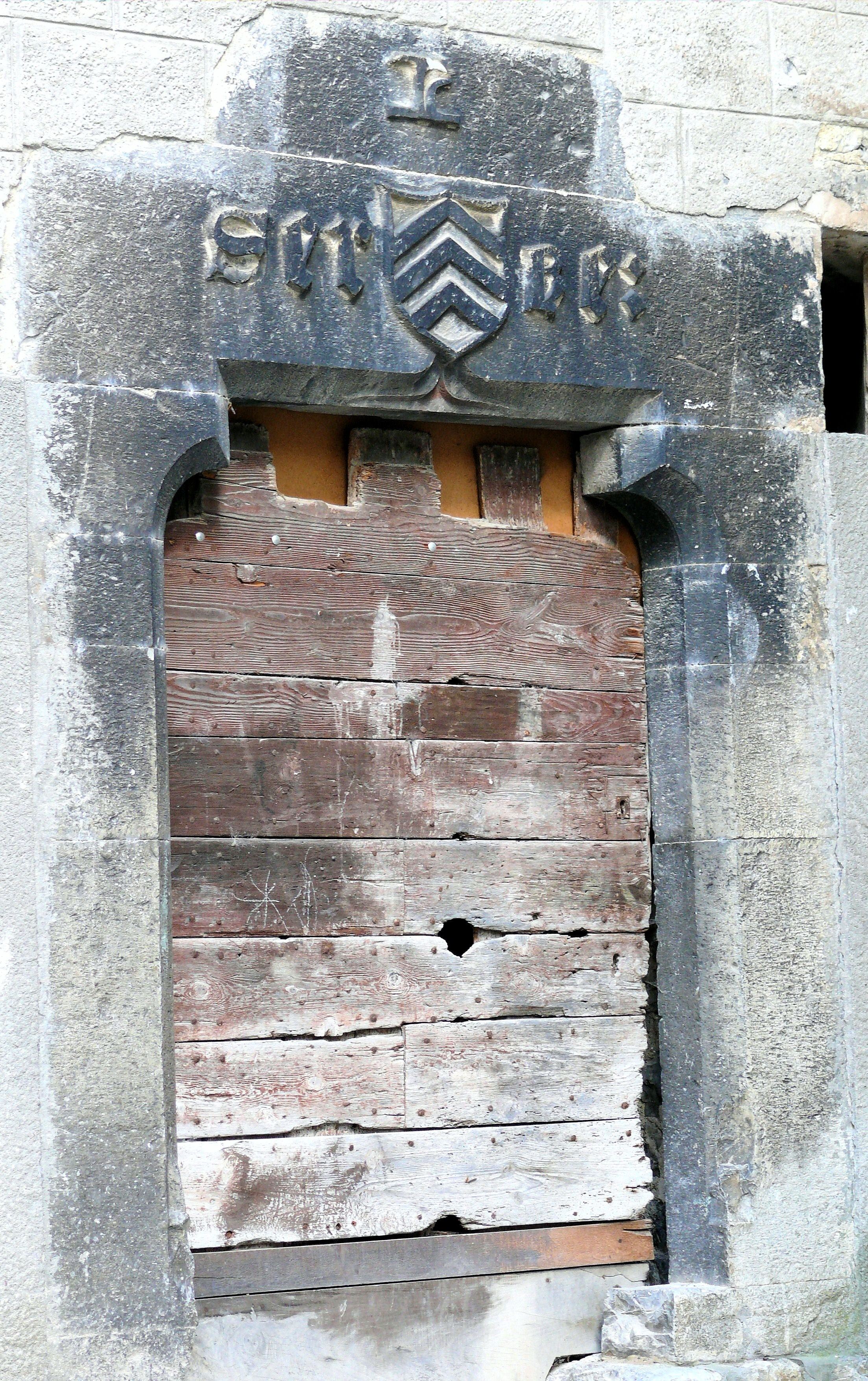
Porte de la maison claustrale
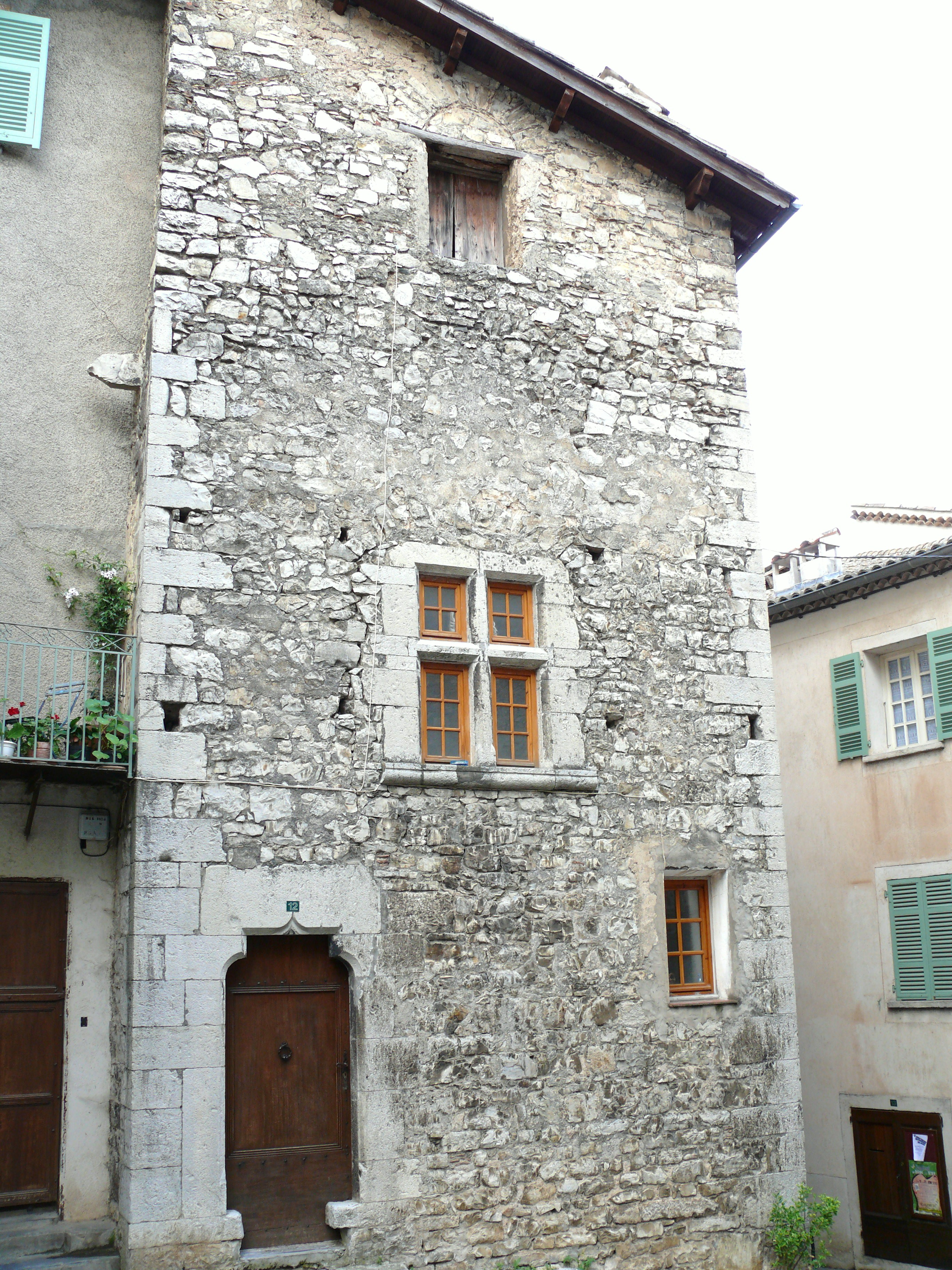
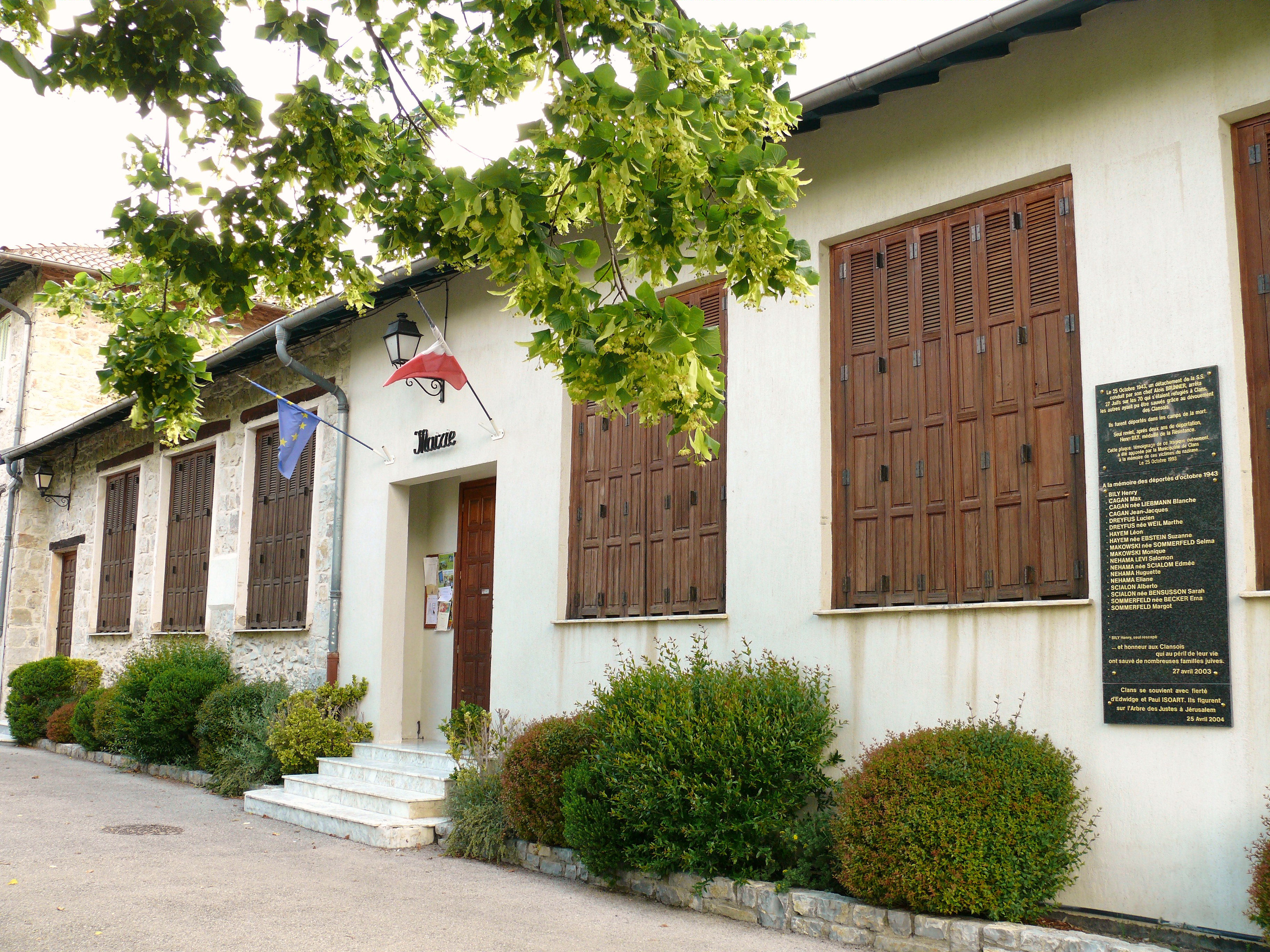
Rådhuset